# Seznam českých šlechtických rodů, W
Tento seznam obsahuje výčet šlechtických rodů, které byly v minulosti spjaty s Českým královstvím Podmínkou uvedení je držba majetku, která byla v minulosti jedním z hlavních atributů šlechty, případně, zejména u šlechty novodobé, jejich služby ve státní správě na území Českého království či podnikatelské aktivity. Platí rovněž, že u šlechty, která nedržela konkrétní nemovitý majetek, jsou uvedeny celé rody, tj. rodiny, které na daném území žily alespoň po dvě generace, nejsou tudíž zahrnuti a počítáni za domácí šlechtu jednotlivci, kteří zde vykonávali pouze určité funkce (politické, vojenské apod.) po přechodnou či krátkou dobu. Nejsou rovněž zahrnuti církevní hodnostáři z řad šlechty, kteří pocházeli ze šlechtických rodů z jiných zemí.

## W
- Wallisové z Karighmainu[1]
- Weltrubští z Weltrub[1]
- Wenzelové ze Sternbachu[1]
- Westphalenové zu Fürstenberg[1]
- Widmannové[1]
- Wiederspergové[1]
- Wilczkové (Vlčkové)
- Wilhelmové von Helmfeld[1]
- Windisch-Graetzové (Windischgrätzové)
- Woraczicztí z Pabienitz (Voračičtí z Paběnic)[1]
- Vunšvicové[1]